# Lijst van nummer 1-hits in de UK Singles Chart in 2020
Deze hits stonden in 2020 op nummer 1 in de UK Singles Chart:
| Nummer | Datum        | Artiest                                  | Titel                                    |
| ------ | ------------ | ---------------------------------------- | ---------------------------------------- |
| 1362   | 3 januari    | Stormzy, Ed Sheeran & Burna Boy          | Own It                                   |
|        | 10 januari   | Stormzy, Ed Sheeran & Burna Boy          | Own It                                   |
|        | 17 januari   | Stormzy, Ed Sheeran & Burna Boy          | Own It                                   |
| 1363   | 24 januari   | Eminem & Juice WRLD                      | Godzilla                                 |
| 1364   | 31 januari   | Lewis Capaldi                            | Before You Go                            |
| 1365   | 7 februari   | The Weeknd                               | Blinding Lights                          |
|        | 14 februari  | The Weeknd                               | Blinding Lights                          |
| 1366   | 21 februari  | Billie Eilish                            | No Time to Die                           |
| 1365   | 28 februari  | The Weeknd                               | Blinding Lights                          |
|        | 6 maart      | The Weeknd                               | Blinding Lights                          |
|        | 13 maart     | The Weeknd                               | Blinding Lights                          |
| 1367   | 20 maart     | SAINt JHN                                | Roses (Imanbek remix)                    |
|        | 27 maart     | SAINt JHN                                | Roses                                    |
| 1365   | 3 april      | The Weeknd                               | Blinding Lights                          |
|        | 10 april     | The Weeknd                               | Blinding Lights                          |
|        | 17 april     | The Weeknd                               | Blinding Lights                          |
| 1368   | 24 april     | Michael Ball & Captain Tom Moore         | You'll Never Walk Alone                  |
| 1369   | 1 mei        | Live Lounge Allstars                     | Times like These (BBC Radio 1 Stay Home) |
| 1370   | 8 mei        | Drake                                    | Toosie Slide                             |
| 1371   | 15 mei       | DaBaby & Roddy Ricch                     | Rockstar                                 |
|        | 22 mei       | Dababy & Roddy Ricch                     | Rockstar                                 |
| 1372   | 29 mei       | Lady Gaga & Ariana Grande                | Rain on Me                               |
| 1371   | 5 juni       | Dababy & Roddy Ricch                     | Rockstar                                 |
|        | 12 juni      | Dababy & Roddy Ricch                     | Rockstar                                 |
|        | 19 juni      | Dababy & Roddy Ricch                     | Rockstar                                 |
|        | 26 juni      | Dababy & Roddy Ricch                     | Rockstar                                 |
| 1373   | 3 juli       | Jawsh 685 & Jason Derulo                 | Savage Love (Laxed – Siren Beat)         |
|        | 10 juli      | Jawsh 685 & Jason Derulo                 | Savage Love (Laxed - Siren Beat)         |
|        | 17 juli      | Jawsh 685 & Jason Derulo                 | Savage Love (Laxed - Siren Beat)         |
| 1374   | 24 juli      | Joel Corry & MNEK                        | Head & Heart                             |
|        | 31 juli      | Joel Corry & MNEK                        | Head & heart                             |
|        | 7 augustus   | Joel Corry & MNEK                        | Head & heart                             |
|        | 14 augustus  | Joel Corry & MNEK                        | Head & heart                             |
|        | 21 augustus  | Joel Corry & MNEK                        | Head & heart                             |
|        | 28 augustus  | Joel Corry & MNEK                        | Head & heart                             |
| 1375   | 4 september  | Cardi B & Megan Thee Stallion            | WAP                                      |
|        | 11 september | Cardi B & Megan Thee Stallion            | WAP                                      |
|        | 18 september | Cardi B & Megan Thee Stallion            | WAP                                      |
| 1376   | 25 september | 24kGoldn & Iann Dior                     | Mood                                     |
|        | 2 oktober    | 24kGoldn & Iann Dior                     | Mood                                     |
|        | 9 oktober    | 24kGoldn & Iann Dior                     | Mood                                     |
|        | 16 oktober   | 24kGoldn & Iann Dior                     | Mood                                     |
| 1377   | 23 oktober   | Internet Money, Gunna, Don Toliver & Nav | Lemonade                                 |
| 1378   | 30 oktober   | Ariana Grande                            | Positions                                |
|        | 6 november   | Ariana Grande                            | Positions                                |
|        | 13 november  | Ariana Grande                            | Positions                                |
|        | 20 november  | Ariana Grande                            | Positions                                |
|        | 27 november  | Ariana Grande                            | Positions                                |
|        | 4 december   | Ariana Grande                            | Positions                                |
| 1379   | 11 december  | Mariah Carey                             | All I want for Christmas is you          |
|        | 18 december  | Mariah Carey                             | All I want for Christmas is you          |
| 1380   | 25 december  | LadBaby                                  | Don't stop me eatin'                     |